# 新屋英子
新屋 英子（しんや えいこ、本名：鶉野 英子、1928年6月9日 - 2016年5月2日）は、日本の女優。大阪府大阪市天満に生れる。

## 来歴・人物
1945年、大阪市立扇町高等女学校卒業後、大阪の陸軍師団司令部に勤務する。
戦後、演劇の道に進む。1957年の劇団関西芸術座創設メンバー。
代表作は、在日朝鮮人のオモニを演じる一人芝居『身世打鈴（しんせたりょん）』。1973年の初演以来、公演回数は2000回以上を数える。
『荷車の歌』で大阪府民劇場賞、『藤戸』で大阪府・大阪市文化祭賞を受賞。
舞台のほか、山田洋次監督の『学校』などの映画にも数多く出演している。
夫は劇作家・演出家の鶉野昭彦。娘は女優・演出家の鶉野樹理(1960-2019)。
2016年5月2日、大阪府富田林市の病院で逝去。87歳没。

## 出演

### 舞台
- 身世打鈴
- チョゴリの被爆者
- 燕よ、あの人に伝えてよ
- ヒミコ伝説
- わたしの蓮如さん

以上、全て一人芝居
- 星砂―オキナワ

### 映画
- 旅の重さ（1972年）
- 唐獅子警察（1974年）
- ア・ホーマンス（1986年）
- 学校（1993年） - オモニ
- ジョゼと虎と魚たち（2003年） - ジョゼの祖母 役
- ぼくんち（2003年） - 猫ばあ 役
- お父さんのバックドロップ（2004年）
- 幸福のスイッチ（2006年） - 野村のおばあちゃん 役
- パッチギ! LOVE&PEACE（2007年）
- 図鑑に載ってない虫（2007年）
- ぐるりのこと。（2008年）
- インスタント沼（2009年）

### テレビドラマ
- 仮面の忍者 赤影（1967年、KTV）
  - 第16話「怪獣針紋鬼」〜第23話「地獄の魔老女」 - 魔老女
  - 第28話「忍法大怪魚」 - 久美の母
- 素浪人 月影兵庫 第2シリーズ 第29話「つけ馬の腰が抜けていた」（1967年、NET）
- 素浪人 花山大吉 （NET）
  - 第3話「男が男に惚れていた」（1969年） - 茶店のおばあさん
  - 第100話「読めば読むほど駄目だった」（1970年）
- 世なおし奉行 第24話「幽霊小判」（1972年、NET） - 祈祷師
- 遠山の金さん 杉良太郎版（NET/東映）
  - 第37話「海鳴りを抱く女」(1976年) -牢名主
  - 第57話「ギヤマン飾りの女」（1976年）- 千住宿 山形屋女中
  - 第69話「お白州に小判の雨が降る!」（1977年）-祈祷師
- 桃太郎侍 （NTV）
  - 第26話「泥沼に咲いた紅い花」（1977年） - うめ
  - 第93話「絵馬堂の家出軍団」（1978年） - おしん
- 江戸プロフェッショナル必殺商売人 第9話「非行の黒い館は蟻地獄」（1978年） - 楽屋の女
- 水戸黄門 第9部 第25話「黄門さまの天狗退治 -館林-」（1979年1月22日、TBS / C.A.L） - おくに
- 銭形平次 第698話「心のかけ橋」（1979年） - お徳
- 雪（1994年、NHK）
- 新・赤かぶ検事奮戦記シリーズ（朝日放送）
  - 第1作「飛騨小糸坂の白骨 秘湯から消えた女と高山カラクリ人形の謎」（1994年） - 民話を語る老婆
  - 第2作「呪いの紙草履 越中八尾・おわら風の盆の謎 飛騨高山〜白骨温泉」（1995年）
  - 第3作「夢追い地蔵殺人事件 龍神温泉の美女と古銭の秘密 父娘が法廷初対決」（1996年） - 民話を語る老婆
- 金曜時代劇 出雲の阿国（2006年、NHK）
- 火の魚（2009年、NHK広島） - 本屋の老婆
- 熱海の捜査官（2010年、テレビ朝日） - チュッパチャップスさん

### その他テレビ番組
- スタジオ2時、ワイドYOU（MBS）姑役（嫁姑問題に関する視聴者相談コーナーでの寸劇）
- よしもと新喜劇(1989年毎日放送)

## 著書
- 『演じつづけて』（解放出版社）
- 『女優新屋英子 私の履歴書』（2005年、解放出版社）
- 『身世打鈴―ひとり芝居の世界』（1984年、手鞠文庫）